# Linus Islas Flygare
Linus Islas Flygare, född 7 januari 1998, är en svensk fäktare från Uppsala. Han deltog i Ungdoms-OS 2014 och fick där silver. Han vann EM för kadetter 2015 i Maribor, Slovenien. 

## Karriär
Islas Flygare började tävla i fäktning säsongen 2007/2008. Han tävlade då som nu i värja och för klubben Upsala Fäktning. Han tog sitt första individuella SM-guld säsongen 2008/2009 i klassen Yngre Ungdom, något som han även upprepade de två nästkommande åren. Hans första lag-SM guld kom 2013 då han tillsammans med Erik Nilsson, Simon Jokinen och Felix Arias-Olson från samma klubb vann juniorlagtävlingen i Göteborg. Samma år började Islas Flygare på idrottsgymnasiet Celsiusskolan i Uppsala. 
2014 tog Linus Islas Flygare NM-guld i både klassen för kadetter och klassen för juniorer, och på Ungdoms-OS samma sommar tog han silver efter att ha förlorat mot Patrik Esztergalyos från Ungern. På kadett-EM ett år senare vann Islas Flygare guld efter att ha vunnit finalen mot fransmannen Andric Pianfetti. För detta fick han senare också priset för årets Ungdomsprestation på Uppsala Idrottsgala. Linus Islas Flygare har också deltagit i flera världscuper och världsmästerskap. 2016 tog han lag-SM guld i både junior och senior och vann guld individuellt på SM för seniorer. Säsongerna 2014/2015, 2015/2016 och 2016/2017 var han rankad som Sveriges bästa juniorfäktare. Totalt har Linus Islas Flygare 13 individuella SM-guld, 4 lag-SM guld och tre individuella NM-guld.

## Medaljrekord (Seniorer)

### Satellite
| Year       | Location           | Event                    | Position |
| ---------- | ------------------ | ------------------------ | -------- |
| 2022-09-17 | Stockholm, Sverige | Individuell Herrar Värja | 3rd      |
| 2022-09-24 | Åbo, Finland       | Individuell Herrar Värja | 2nd      |

## Utmärkelser
- 2015, Årets Ungdomsprestation vid Uppsala Idrottsgala

## Meriter
- Ungdoms-OS
  - 2014 - guld
- Europamästerskap för kadetter
  - 2015 - guld
- Nordiska mästerskapen senior
  - 2016 - brons
  - 2016, lag - silver
  - 2014, lag - silver
- Nordiska mästerskapen junior
  - 2016 - guld
  - 2015 - brons
  - 2014 - guld
  - 2016, lag - silver
  - 2015, lag - brons
- Nordiska mästerskapen ungdom
  - 2014, kadett - guld
  - 2012, kadett - silver
  - 2012, äldre ungdom - brons
- Svenska mästerskapen senior
  - 2016 - guld
  - 2015 - brons
  - 2016, lag - guld
  - 2014, lag - silver
- Svenska mästerskapen junior
  - 2016 - silver
  - 2015 - guld
  - 2014 - guld
  - 2013 - guld
  - 2012 - guld
  - 2016, lag - guld
  - 2015, lag - silver
  - 2014, lag - guld
  - 2013, lag - guld
- Svenska mästerskapen ungdom
  - 2015, kadett - guld
  - 2014, kadett - silver
  - 2013, kadett - guld
  - 2013, äldre ungdom - guld
  - 2012, kadett - guld
  - 2012, äldre ungdom - guld
  - 2011, äldre ungdom - brons
  - 2011, yngre ungdom - guld
  - 2010, yngre ungdom - guld
  - 2009, yngre ungdom - guld